# Knut Ljunglöf
Knut Fredrik Ljunglöf, kallad "Snus-kungen", född 30 juni 1833 i Adolf Fredriks församling, Stockholm, död där 17 april 1920, var en svensk direktör och snusfabrikant. Han var son till Jacob Fredrik Ljunglöf (1796–1860) och far till Robert Ljunglöf (1885–1950). Vid sin död efterlämnade han en av de största förmögenheterna i Sverige som uppgick till drygt 16 miljoner kronor i dåtidens penningvärde. År 2019 motsvarades det av ca 300 miljoner kr.

## Biografi

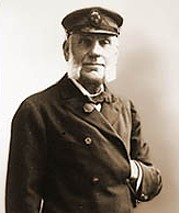
Knut Ljunglöf, 1880.

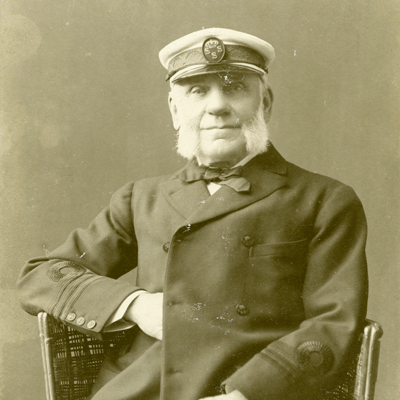
Knut Ljunglöf i slutet på 1800-talet.

Knut Ljunglöf övertog vid sin faders död 1860 familjens snusfabrik. Snuset Ljunglöfs etta såldes över hela landet (till skillnad från andra lokala sorter) och blev både kvalitativt och ekonomiskt företagets viktigaste produkt. Den Ljunglöfska snusfabriken låg vid Luntmakargatan 19 i Stockholm. Fadern Jacob Fredrik Ljunglöf hade år 1822 övertagit sin arbetsgivares rörelse, Petter Lundgren Anderssons tobaksspinneri (tobaksfabrik) vid Drottninggatan. Detta år kan alltså betraktas som Ljunglöfska firmans födelseår. 
Ljunglöfska snusfabriken specialiserade sig på snus och var Sveriges största tillverkare. I början av 1900-talet var Ljunglöfs den största uppköparen av den tobak, som odlades i vidsträckta arealer av Kungsholmen, Vasastaden och Södermalm, och de hade helt specialiserat sig på snustillverkning. Det traditionella sortimentet av röktobak och piptobak höll man länge fast vid. Men man tog också upp tillverkning av cigarrer. År 1850 hade man 35 olika sorter att erbjuda. År 1876 lades emellertid hela tillverkningen av cigarrer ned , år 1896 lade man ned tillverkningen av piptobaken och 1908 av tuggtobaken. Efter det saluförde firman bara två sorters snus, "Ettan" eller Ljunglöfs Ettan och tvåan, och firman hade större omsättning än någonsin.  
Ljunglöfska snusfabriken var vid 1900-talets början Europas största snusproducent, när Tobaksmonopolet löste in fabriken 1915. Han fabrik överträffades bara av en amerikansk leverantör. Genom beslut av 1912 års riksdag förstatligades tillverkning och försäljning av tobaksvaror från och med 1915 och sköttes därefter av Svenska Tobaksmonopolet. Efter tysk förebild skulle inkomsterna bli en del av finansieringen för folkpensionen som infördes 1913. Därmed var den Ljunglöfska snusproduktionen till ända. Knut Ljunglöf var inte bara en fabrikör, utan också godsägare. Sina vinster investerade han bland annat i en lång rad fastigheter och lantegendomar utanför Stockholm. Vid sin död 1920 ägde han bland annat Råcksta, Vällingby, Beckomberga, Blackeberg och Lilla Ängby. 
Fastighetsförvaltningen förblev viktig även för den tredje generationen, och Knut Ljunglöfs son, grosshandlare Robert Ljunglöf kom den vägen in i Thulebolagens styrelse. I styrelsen hade han ett bestämmande inflytande. På 1920-talet hade Tobaksmonopolet tagit över och lagt ner driften vid den Ljunglöfska fabriken. Därefter hyrdes byggnaderna vid Luntmakargatan 19 ut till småindustri, lager och kontor. Robert Ljunglöf ägde större delen av kvarteret Träsket sedan han inköpt Pro Patrias fastighet. Det Ljunglöfska tobaksfirman fortlevde som fastighets och förvaltningsbolag och de hade planer på en nybyggnad. År 1938 började man riva både Knut Ljunglöfs och sonen Robert Ljunglöfs barndomshem vid Luntmakargatan för att ge plats åt det nya Thulehuset på Sveavägen 44 i kvarteret Träsket.
År 1861 inköpte Ljunglöf stora områden i Spånga och i Blackeberg. Här lät han riva torpet Blackeberg och byggde ett större hus, stall. I början av 1880-talet byggde han den nya kvarnen i Kvarnviken. Åren 1890 till 1893 lät han uppföra den stora villan efter ritningar av arkitekt Gustaf Lindgren. Huset kallades Ljunglöfska slottet, på grund av det påkostade, palatsliknande yttre. Den mindre sjövillan som finns sydost om "slottet" var Ljunglövs sommarbostad. På Färingsön förvärvade han år 1857 Edeby gård och Tuna gård som då var traktens största jordbruk. 
I Stockholm ägde han den Ljunglöfska tomten vid Bastugatan (nuvarande Sveavägen 42–44) där han lät utföra ny- och ombyggnader. Huset  revs 1938 för Thulehuset, och några rum med komplett inredning flyttades till det nyuppförda Medborgarhuset i museisyfte. Idag finns endast den så kallade Ljunglöfska salongen kvar.
Den ljunglöfska tobaksfirman ombildades redan 1912 till enskilt bolag och bibehöll även efter 1915 de stora intressen utanför tobakshanteringen. Det blev sedermera sonen Robert Ljunglöfs uppgift att det förvalta de tillgångar som samlats i firman. Knut Ljunglöf är begravd på Norra begravningsplatsen utanför Stockholm.

## Ljunglöfs fastigheter (urval)

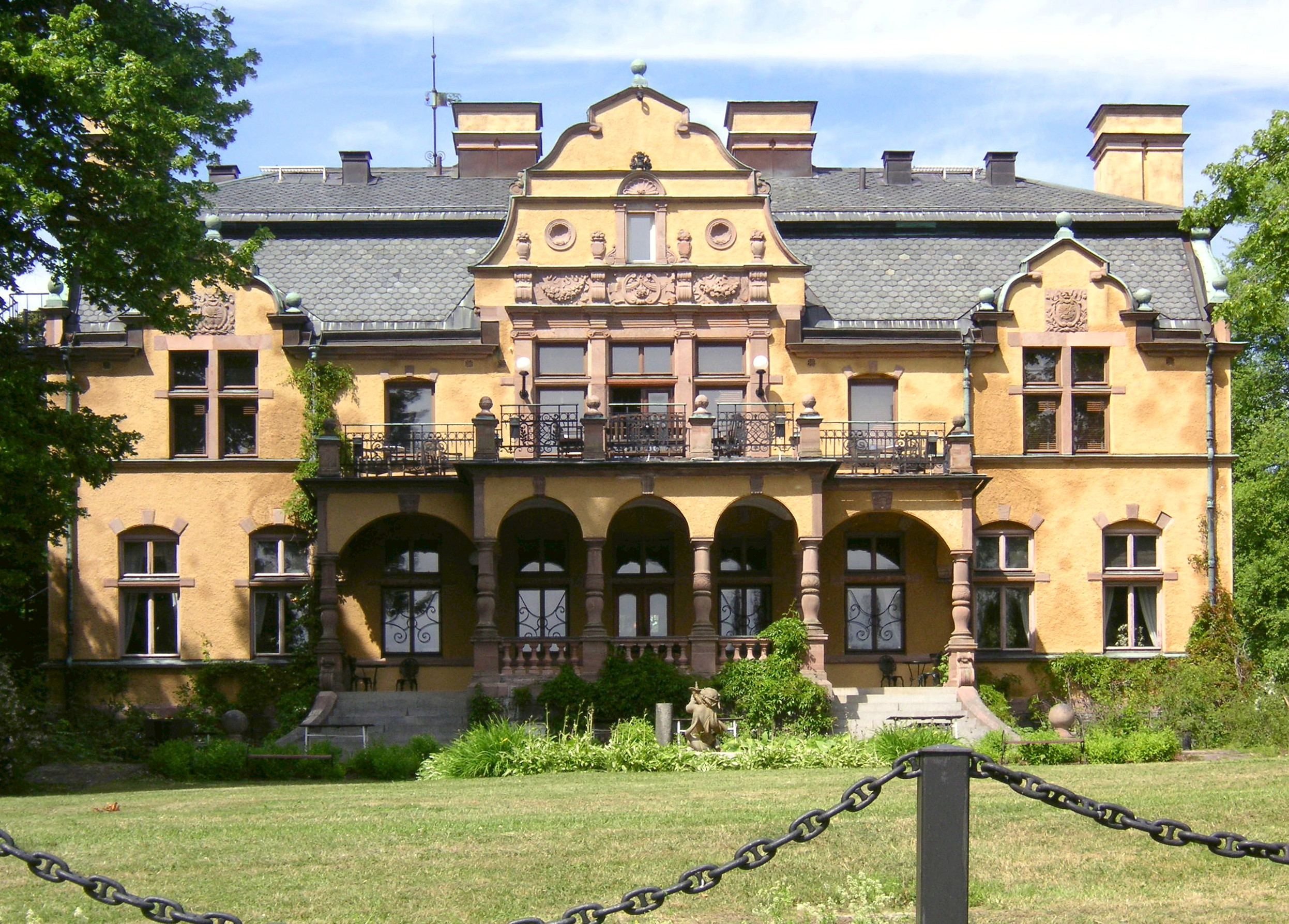
Ljunglöfska slottet
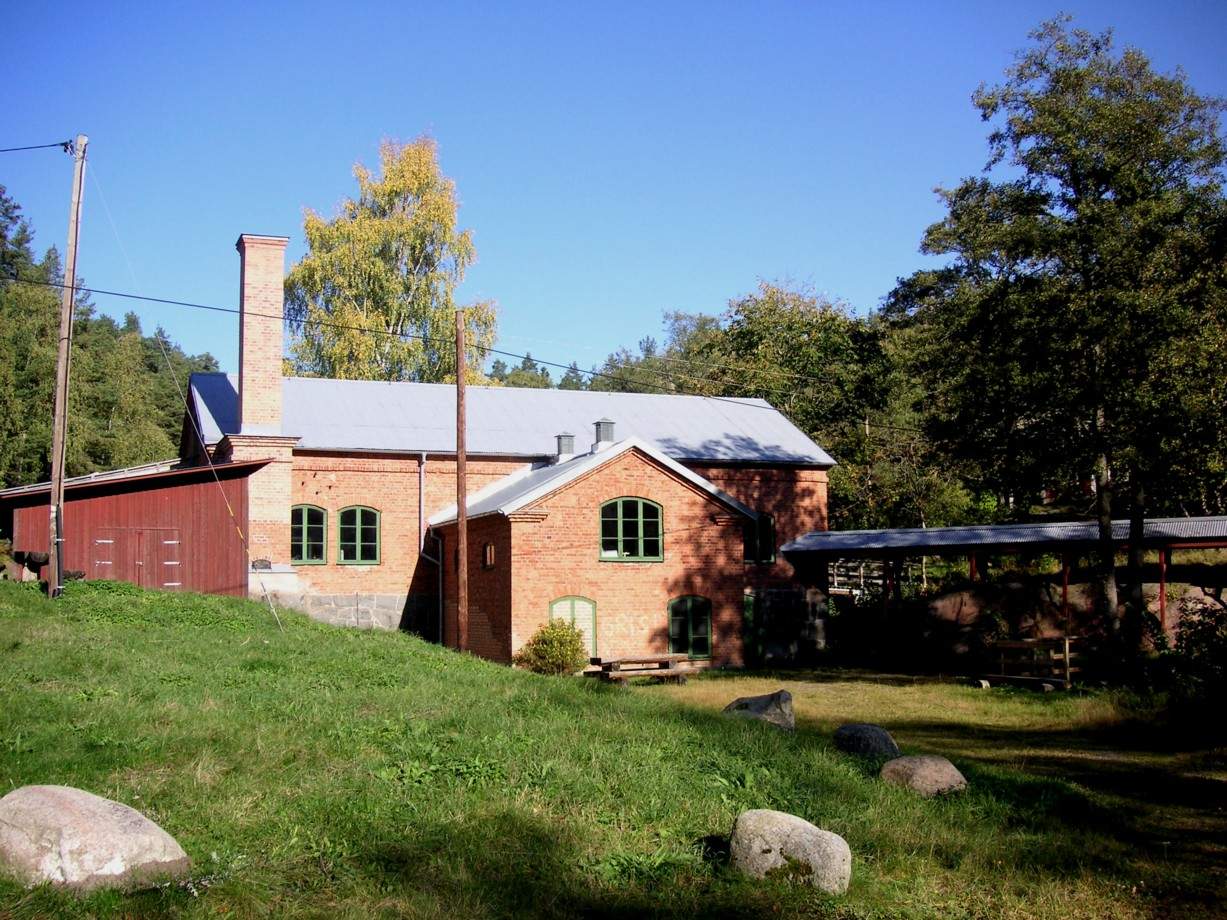
Kvarnvikens kvarn
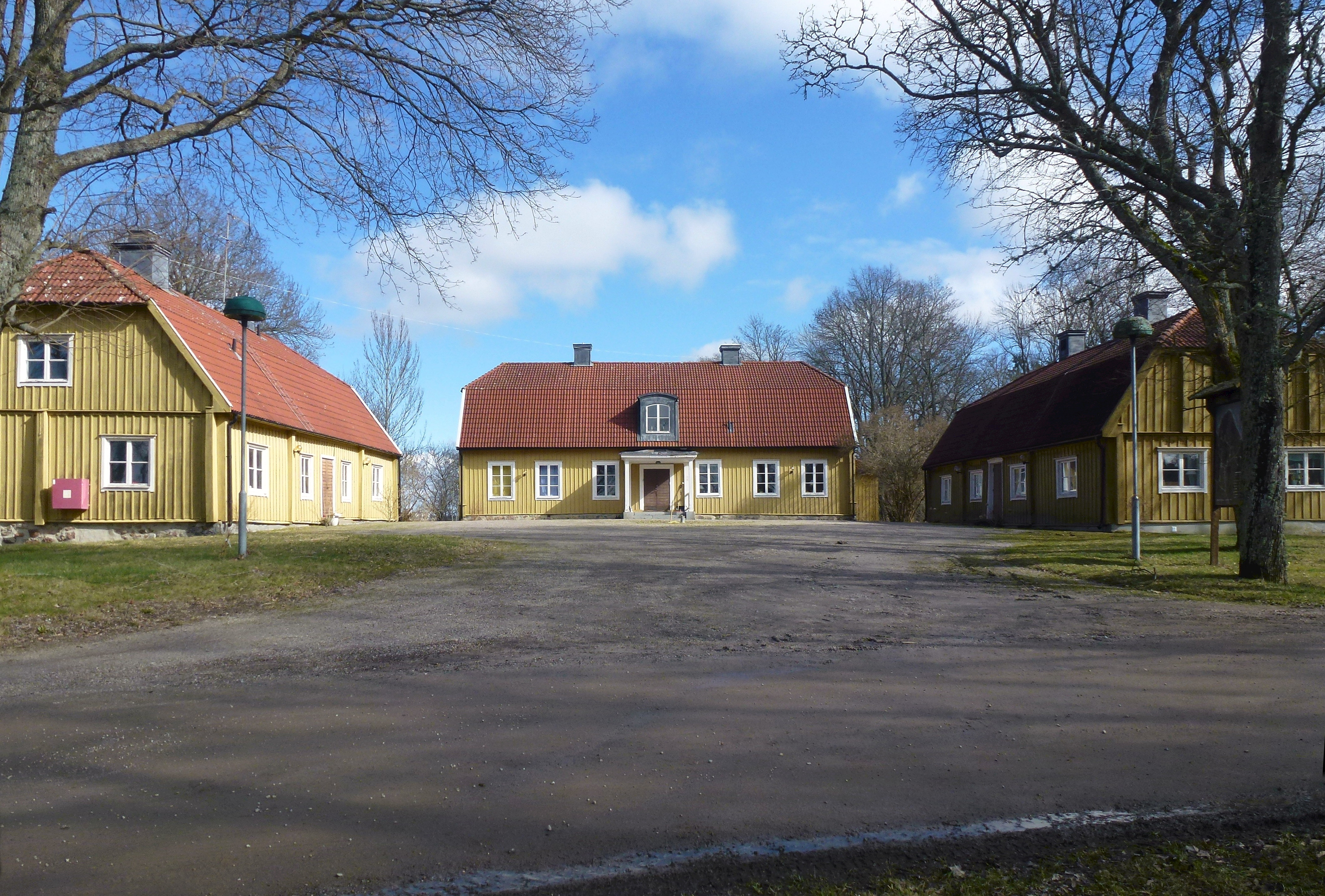
Skå-Edeby herrgård
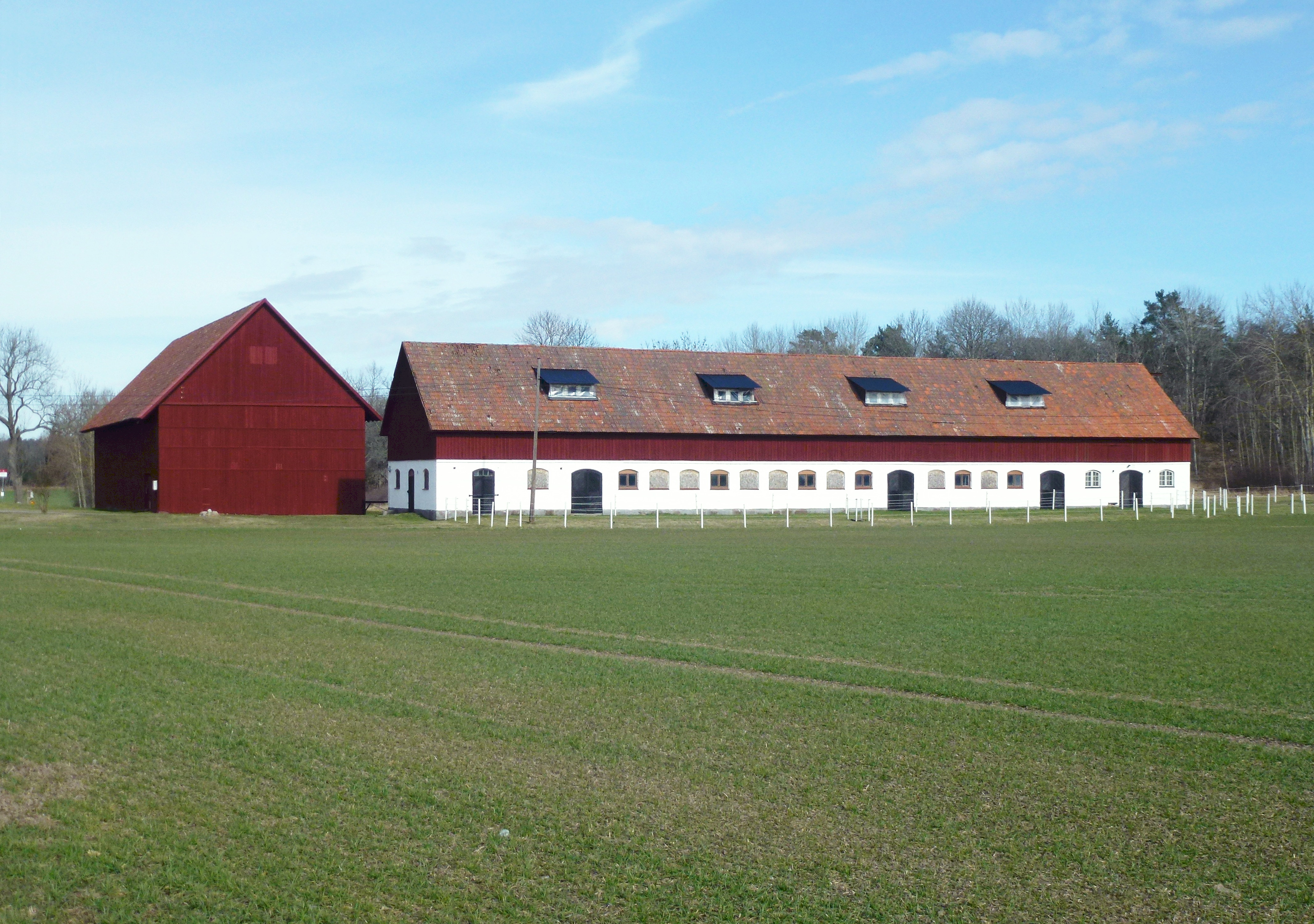
Tuna gård